# Nel regno del terrore
(dal prologo)
Nel regno del terrore (titolo originale The Kingdoms of Terror) è un librogame dello scrittore inglese Joe Dever, pubblicato nel 1985 a Londra dalla Arrow Books e tradotto in numerose lingue del mondo. È il sesto dei volumi pubblicati della saga Lupo Solitario nonché il primo della serie Ramastan. La prima edizione italiana, del 1987, fu a cura della Edizioni EL.

## Trama
Sono passati tre anni da quando Lupo Solitario ha sconfitto presso la Tomba del Majhan il Signore delle Tenebre Haakon e recuperato il prezioso Libro del Ramastan, grazie al quale l'ultimo Ramas ha potuto potenziare ed affinare il suo addestramento nelle Arti Superiori del Ramastan. Una nuova e pericolosa missione lo attende: recuperare la leggendaria Pietra della Sapienza di Varetta, il cui potere permetterà di perfezionare ulteriormente l'addestramento Ramastan, dando così al suo possessore un enorme vantaggio nel combattere i temibili Signori delle Tenebre di Helgedad, attualmente impegnati in una sanguinosa guerra civile.

Lupo Solitario dovrà farsi largo nelle pericolose Terre Tormentate, un territorio pieno di insidie e sanguinari nemici, tra i quali spiccano il malvagio Roark, Principe di Amory, e il demoniaco Signore delle Tenebre Tagazin, dalle fattezze di lupo. In queste terre si sta combattendo la Guerra tra Salony e Slovia.
Al termine del viaggio, Lupo Solitario riuscirà a recuperare la Pietra della Sapienza, non prima di sconfiggere in un duello all'ultimo sangue il feroce Dakomyd, la creatura ancestrale posta a custodia della Pietra stessa.

## Pietre della Sapienza
Esistono sette Pietre create dal dragone Nyxiator sparse nel Magnamund del Nord.
Le pietre sono chiamate a seconda della loro località originaria: esiste la Pietra di Varetta, di Herdos, di Ohrido, di Tahou, di Luomi, di Gamir (la città fu rinominata Darke) e di Vinaldo (rinominata Shpyder).

## Sistema di gioco
Lupo Solitario può contare su doti tattiche (Combattività) e fisiche (Resistenza). Inoltre, dopo aver completato l'apprendimento delle Arti Ramas, può ora sfruttare la conoscenza di 3 tra le 10 nuove Arti Ramastan che forniscono un importante aiuto a seconda delle situazioni: Guerra, Controllo Animale, Medicina, Sparizione, Fiuto, Interpretazione, Raggio psichico, Scudo psichico, Difesa, Divinazione. Gli oggetti raccolti sono contenuti in uno zaino, ad eccezione degli oggetti "speciali". Il denaro, in Corone d'oro, è contenuto in una borsa.
I combattimenti si svolgono confrontando in primis i punteggi di Combattività di Lupo Solitario e dell'avversario, che generano un rapporto di forza positivo, negativo o neutro. Il lettore estrae un numero dalla "Tabella del Destino" (che equivale a un d10) e nella tabella Risultati di combattimento incrocia quella riga alla colonna del corrispondente rapporto di forza di quel combattimento, togliendo punti di Resistenza a se stesso e/o all'avversario.

## Oggetti

### Armi
Esistono 9 armi canoniche nei librigame di Lupo Solitario: Pugnale, Lancia, Mazza, Daga, Martello da Guerra, Spada, Ascia, Asta e Spadone. Le armi si troveranno nel mondo o si ruberanno ai cadaveri dei nemici. Il numero massimo di Armi che si può portare è due.
Si potrà anche usare un Arco con una faretra da sei frecce.

### Oggetti nello Zaino
Lo Zaino può contenere al massimo otto oggetti compresi i Pasti. Alcuni oggetti hanno un'utilità certa (pasti, pozioni magiche). Altri saranno utili in certe situazioni (chiavi).

### Oggetti Speciali
Non vanno nello Zaino e alcuni hanno un'utilità specifica altri sono falsi indizi che portano fuori strada.

### Denaro
Il denaro è espresso in Corone d'Oro , la moneta principale in queste zone del Magnamund. Si può portare un massimo di 50 Corone.

## Edizioni
- Joe Dever, Nel regno del terrore, traduzione di Alessandra Dugan, collana Librogame, Edizioni EL, 1987,  p. cap. 350, ISBN 88-7068-197-1.